# حسام‌السلطنه مراد
جهانگیر مراد ملقب به حسام‌السلطنه (زادهٔ ۱۲۶۰ در تهران – درگذشتهٔ ۱۳۴۰) موسیقی‌دان دورهٔ مشروطه و شاهزادهٔ قاجاری اهل ایران بود.

## زندگی‌نامه
حسام‌السلطنه مراد در سال ۱۲۶۰ هجری شمسی در تهران متولد شد. مادرش ابتهاج‌السلطنه در تار شاگرد خواهر حسینقلی فراهانی بود. حسام‌السلطنه به موسیقی علاقه‌مند شد و ساز ویولن را در باغ ییلاقی پدرش در کاشانک از اعظم‌السلطان فرا گرفت. تدریجاً با موسیقی بیشتر آشنا شد و با سازهای پیانو، سه‌تار و عود آشنایی پیدا کرد. وی سپس با اهالی موسیقی آشنایی یافت و ارتباط نزدیکی با عارف قزوینی، درویش‌خان، محمّدتقی بهار، سیدحسین طاهرزاده و میرزا غلامرضای شیرازی، نوازندهٔ تار پیدا کرد. او تصنیفی در دوران مشروطه ساخت که دارای مضامین سیاسی، اجتماعی و انتقادی بودند.
وی در سال ۱۳۴۰ هجری شمسی در ۸۰ سالگی درگذشت. ملکه عصمت‌الملوک دولتشاهی همسر آخر رضاشاه، خواهرزادهٔ حسام‌السلطنه بود.

## موسیقی حسام‌السلطنه
حسام‌السلطنه با همکاری محمدتقی بهار تصنیف‌هایی را در دوران مشروطه ساخت.

### تصنیف سال قحطی -آواز دشتی
حسام‌السلطنه در سال ۱۲۹۶ که به سال قحطی معروف شده بود تصنیفی در آواز دشتی ساخت. در آن روزها شایع شده بود که احمدشاه قاجار با احتکار گندم موجب قحطی و گرانی نان شده‌است. این سخنان به گوش بهار هم رسیده بود و او تحت تأثیر این شایعات شعر تندی خطاب به شاه سرود و بر روی تصنیف حسام‌السلطنه گذاشت. شعر تصنیف این‌گونه بود:
ــ بند اول:
| ای شهنشه، شهنشه ز ما با خبر باش      |  | با فقیران، ضعیفان از این خوب‌تر باش |
| کشوری سر به سر بری به بی نانی        |  | دختران وطن به چنگ نصرانی           |
| آفت گوسفندانی                        |  | قحطی و پریشانی                     |
| شها، جهان سرورا، مپرسی چرا           |  | تو از حالِ کشورِ دارا                |
| که گر این کسور به خواری رفت          |  | چه می‌شود مارا                      |
| کجا ایران به آسانی رود از دست ایرانی |  | که این تاریخ نورانی گرفته دنیا را  |
| بیا این نادرشه ثانی                  |  | برون کن اعدا را                    |

بند دوم:
| ای پری‌رو، پری‌رو به یاران نظر کن      |  | از رقیبان، ضعیفان، خدا را حذر کن  |
| گر کنی قصد جان به تیغ ابرو کن        |  | ور کنی عزم دل به چشم جادو کن      |
| یا به تاب گیسو کن                    |  | یا به خال هندو کن                 |
| بُتا، به کشور ری، مکش جام می          |  | که لذت نمی‌دهد باده                |
| که از بدخواهان، به جان خلق           |  | شراره افتاده                      |
| کجا ایران به آسانی رود از دست ایرانی |  | که این تاریخ نورانی گرفته دنیا را |
| بیا این نادرشه ثانی                  |  | برون کن اعدا را                   |

حسام‌السلطنه خود نقل می‌کرد که این تصنیف موجب ناراحتی شاه شده بود و او اعلام کرده بوده که او فقط سازندهٔ ملودی تصنیف است و شعر را کس دیگری سروده‌است.

### تصنیف ای کبوتر (شکسته‌دل)
شاید زیباترین تصنیف حسام‌السلطنه تصنیف شکسته‌دل در آواز ابوعطا بود. شعر اولیهٔ این تصنیف با مطلع «ای شکسته‌دل عاشقی ز سر بدر کن» را ملک‌الشعرا در فضایی سیاسی و در اوج هیجانات اجتماعی سروده بود و در میان کلام آن کلماتی نظیر وزیر، دلار، خیانت، رِی، سیه‌کاری و… مبین حس و حال سیاسی آن بود که آن را کمی از لطایف هنری دور می‌کرد. محمّدتقی بهار این بار در شعر، اسمی از شاه نبرده بود اما به وزرا تاخته بود. با گذشت زمان و با از بین رفتن منظور شعر، ملک‌الشعرا شعر دیگری برای این تصنیف سرود که مطلعش این گونه بود: «ای کبوتر از آشیان کرانه کردی» و لطایف شعری زیبایی در آن گنجاند که به تصنیف ای کبوتر مشهور شد.
صورت اولیهٔ تصنیف ابوعطا حسام‌السلطنه – شکسته‌دل
| ای شکسته‌دل عاشقی ز سر بدر کن              |  | خون شدی از این رهگذر بیا حذر کن |
| لب ببند و این یک فسانه مختصر کن           |  | چاره خود ای دل تو از ره دگر کن  |
| زانکه جمله جانان ری وفا ندارند صفا ندارند |  | خوشگلند و رعنا ولی حیا ندارند   |
| گلرخان ری بی‌شمارند                        |  | چون وزیرانش کهنه کارند          |
| جز خیانت کاری ندارند                      |  | همه زیر باراند، همه زیر باراند  |
| این جفاکاری مردم آزاری                    |  | کشته ما را جانم کشته ما را      |
| کی شود باری این سیه کاری                  |  | حال ما را کند آشکارا            |

حسام‌السلطنه خود نقل می‌کرد که این تصنیف موجب ناراحتی شاه شده بود و او اعلام کرده بوده که او فقط سازنده ملودی تصنیف است و شعر را کس دیگری سروده‌است.
صورت نهایی تصنیف ابوعطا حسام‌السلطنه – ای کبوتر
| ای کبوتر از آشیان کرانه کردی                    |  | بی سبب چرا ترک آشیانه کردی        |
| یادی از رفیقان آشنا نکردی                       |  | ترک یار نالان و ترک خانه کردی     |
| زین مکان که با عاشقان در آن چمیدی از آنچه دیدی؟ |  | ناگهان چرا سوی دیگران پریدی       |
| بدگمان گشتم بر تو باری                          |  | بی وفا نبودی به یاری              |
| در کفِ بازانِ شکاری                               |  | به صد زخم کاری همانا دچاری        |
| از فراقت من می‌کنم شیون                          |  | دلبر من نگارین پر من نگارین پر من |
| کی بود جانا کز وفا گردی                         |  | همسر من نشینی برِ من نشینی برِ من   |

### تصنیف عشقِ تو آتش در دستگاه ماهور

جهانگیر مراد (حسام‌السلطنه)

شرحی از این تصنیف در کتاب سرگذشت موسیقی ایران، اثر روح‌الله خالقی نیامده‌است اما عبدالله دوامی، استاد آواز و راوی تصنیف‌های قدیمی، این تصنیف را در نواری که از صدای ایشان ضبط شده روایت کرده‌است. شعر تصنیف به صورت زیر است:
| عشق تو آتش جانا، زد بر دل من    |  | بر باد غم داد آخر آب و گل من   |
| روی تو چون دیده دل، بهتر زلیلی  |  | شد بند زنجیر دام، مجنون دل من  |
| وصل تو مشکل مشکل، جان دادن آسان |  | یارب کن آسان آسان، این مشکل من |

این تصنیف را در آلبوم‌های گلبانگ شجریان ۱ و سر عشق اجرا کرده‌است اما در این آلبوم‌ها این تصنیف به علی‌اکبر شیدا نسبت داده شده‌است.

### تصنیف باد صبا-آواز شوشتری
شعر این تصنیف را ملک‌الشعرا در سبک غزل سروده‌است و واژه‌ها را ظاهراً طوری انتخاب کرده که به کسی برنخورد. شعر تصنیف به شرح زیر بود:
| باد صبا بر گل گذر کن      |  | از حال گل ما را خبر کن            |
| ای نازنین، ای مه‌جبین      |  | با مدعی کمتر بنشین                |
| بیچاره عاشق، ناله تا کی   |  | یا دل مده یا ترک سر کن، ترک سر کن |
| شد خون‌فشان چشم تر من      |  | پُر خونِ دل شد ساغر من              |
| ای یار عزیز، مطبوع و تمیز |  | در فصل بهار، با ما مستیز          |
| آخر گذشت آب از سر من      |  | ببین چشم تر من                    |
| گل چاک غم بر پیرهن زد     |  | از غیرت آتش بر چمن زد             |
| بلبل چو من شد در چمن      |  | دستان‌سرا بهر وطن                  |
| دیدی که ظالم تیشه‌اش را    |  | آخر به پای خویشتن زد، خویشتن زد   |

این تصنیف توسط محمدرضا شجریان و گروه شهناز نیز اجرا شده‌است.